# لیلا لوپز
لیلا لوپز (به انگلیسی: Leila Lopes) (زاده ۲۶ فوریه ۱۹۸۶ در آنگولا) مدل و ملکه زیبایی اهل آنگولا است، او برنده دوشیزه جهان ۲۰۱۱ شده است. وی که در دانشگاه سافک در انگلستان درس تجارت خوانده‌است، گفته‌است رمز برنده شدنش لبخندش است. شصتمین مراسم انتخاب دوشیزه جهان در برزیل برگزار شد که از میان ۸۹ دختر ۱۶ نفر انتخاب شده و دست آخر ۵ نفر به مرحله نهایی رسیدند دختران شایسته چین، اوکراین، فیلیپین و برزیل هم از فینالیست‌ها بودند.